# Ambrosia psilostachya
L'Ambrosia con foglie di Coronopus (nome scientifico Ambrosia psilostachya DC., 1836)  è una pianta erbacea appartenente alla grande famiglia delle Asteraceae, con piccole infiorescenze a capolino.

## Etimologia
Il binomio scientifico attribuito in passato alla specie era Ambrosia coronopifolia.
Il termine generico (Ambrosia) deriva dal greco e significa ”Cibo degli dei”. Il termine specifico (coronopifolia) faceva riferimento alla somiglianza delle foglie con quelle delle specie del genere Coronopus Haller (famiglia delle Brassicaceae); il termine coronopi deriva da due voci greche: korone (= corona) e pous (= piedi).

## Descrizione

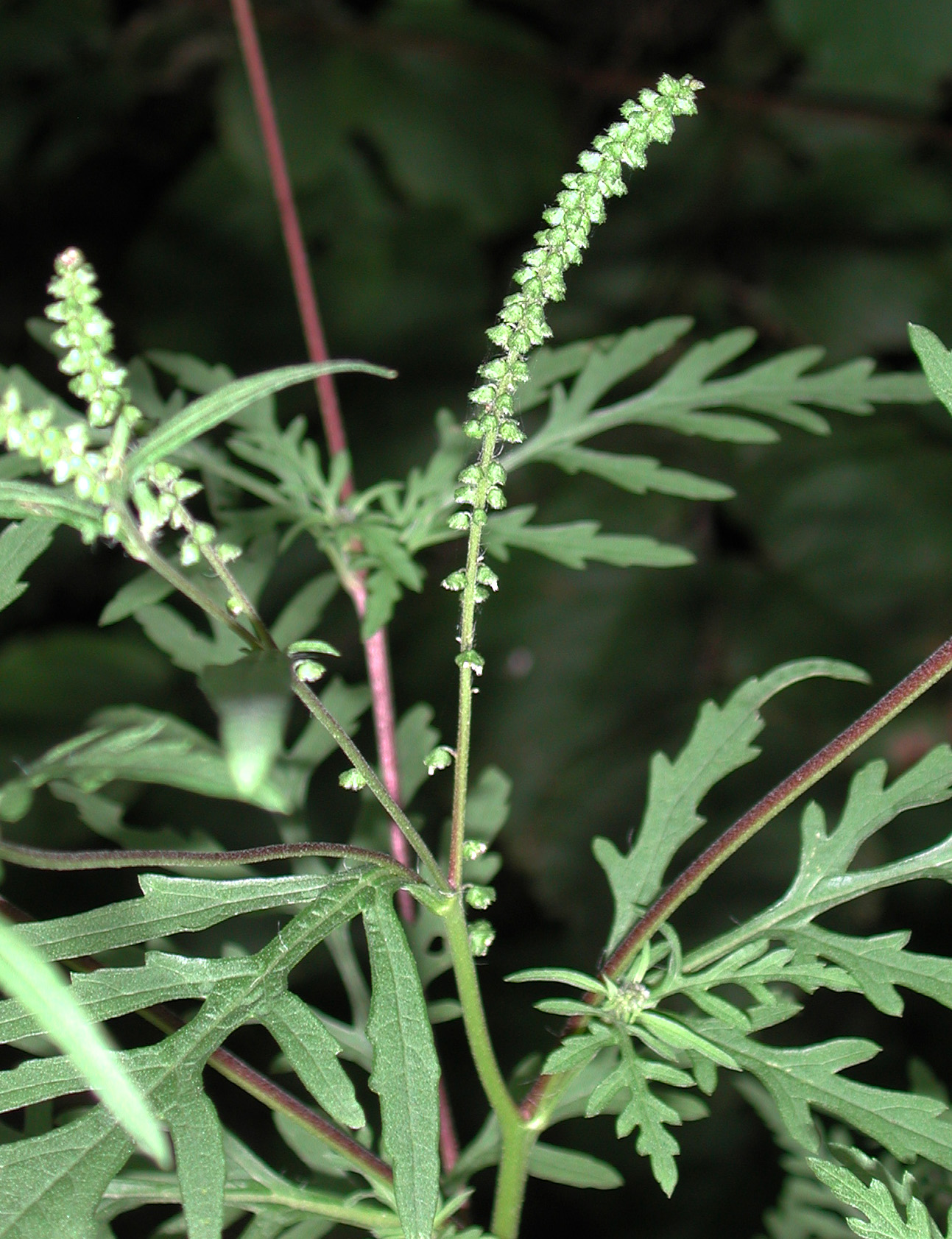
Le foglie e l'infiorescenza a racemi

L'altezza di queste piante può variare da 3 a 10 dm. La forma biologica della specie è geofita rizomatosa (G rhiz), ossia sono piante perenni erbacee che portano le gemme in posizione sotterranea. Durante la stagione avversa non presentano organi aerei e le gemme si trovano in organi ipogei chiamati rizomi, fusti sotterranei che annualmente producono nuove radici, fusti, foglie e fiori.  È una specie monoica (i fiori maschili e femminili sono separati ma presenti sulla stessa pianta). Tutta la pianta è cenerino-villosa.

### Radici
Le radici sono secondarie da rizoma.

### Fusto
- Parte ipogea: la parte sotterranea consiste in un rizoma legnoso e lungamente strisciante.
- Parte epigea: la parte aerea del fusto è ascendente, fogliosa e ramosa con diversi racemi (da 1 a 60), quelli centrali sono ben sviluppati, mentre quelli laterali sono ridotti a brevi glomeruli. Il fusto si presenta cenerino-tomentoso. Lunghezza dei racemi terminali: 3 – 4 cm.

### Foglie
Le foglie lungo il fusto sono disposte in modo opposto quelle inferiori e alterno quelle superiori; sono inoltre picciolate e a forma pennatopartita con 1 – 7 divisioni laterali (le foglie non sono incise fino alla nervatura centrale); i lobi (o segmenti) a forma di lacinia sono a loro volta dentati e revoluti sui bordi. I piccioli a volte possono essere alati. La lamina superiore è tomentosa e colorata di verde scuro; mentre quella inferiore è simile ma più chiara. Lunghezza delle foglie basali: 3 – 10 cm.  Larghezza della porzione centrale indivisa: 5 – 15 mm. Larghezza delle lacinie: 1 – 2 mm. Lunghezza delle lacinie: 3 – 7 mm. Lunghezza dei piccioli: 0 – 25 mm.

### Infiorescenza
Le infiorescenze sono composte da diversi capolini raggruppati in lunghi racemi laterali (simili a spighe). I capolini sono unisessuali, ossia divisi in capolini maschili (per aborto) a forma globosa e pendula (posizionati nella parte alta del racemo) e capolini femminili (in minoranza e nella parte inferiore del racemo – seminascosti all'ascella delle foglie superiori).  La struttura dei capolini è quella tipica delle Asteraceae: un peduncolo sorregge un involucro (a forma campanulata nei capolini femminili) composto da più squame senza appendice e concresciute che fanno da protezione al ricettacolo  sul quale s'inseriscono i fiori. Nei capolini maschili (da 5 a 15) i fiori sono tutti tubulosi e gialli o giallo-verdastri; nei capolini femminili il fiore è unico senza corolla e persistente al frutto. Diametro dell'involucro dei fiori maschili: 3 – 4 mm. Diametro dei capolini: 3 – 5 mm.

### Fiore
I fiori sono simpetali, attinomorfi(quelli tubulosi); sono inoltre tetra-ciclici (formati cioè da 4 verticilli: calice – corolla – androceo – gineceo) e pentameri (calice e corolla formati da 5 elementi).
- Formula fiorale: per questa pianta viene indicata la seguente formula fiorale:

* K 0/5, C (5), A (5), G (2), infero, achenio
- Calice: i sepali sono ridotti ad una coroncina di squame.
- Corolla: i fiori maschili hanno delle corolle tubulari a 5 denti (quelli femminili sono privi di corolla). Lunghezza dei fiori: 1,5 mm.
- Androceo: gli stami sono 5 con dei filamenti liberi; le antere  invece sono saldate fra di loro e formano un manicotto che circonda lo stilo. Le antere alla base sono ottuse[3].
- Gineceo: lo stilo è unico con uno stimma; l'ovario è infero e uniloculare formato da due carpelli concresciuti e contenente un solo ovulo.
- Fioritura: da luglio a settembre.

### Frutti
I frutti sono degli acheni con pappo assente o ridotto a 4 – 5 punte eretto-patenti (o spinule) inserite nella parte superiore del corpo.

## Biologia
- Impollinazione: l'impollinazione avviene tramite insetti (impollinazione entomogama) oppure tramite il vento (impollinazione anemofila). In effetti durante il periodo dell'antesi queste piante producono una grandissima quantità di granuli pollinici che vengono trasportati dal vento anche a distanze e altezze notevoli (creando non pochi problemi alle persone allergiche!).
- Riproduzione: la fecondazione avviene tramite l'impollinazione dei fiori (vedi sopra).
- Dispersione: i semi fondamentalmente vengono dispersi dal vento (disseminazione anemocora).

## Distribuzione e habitat

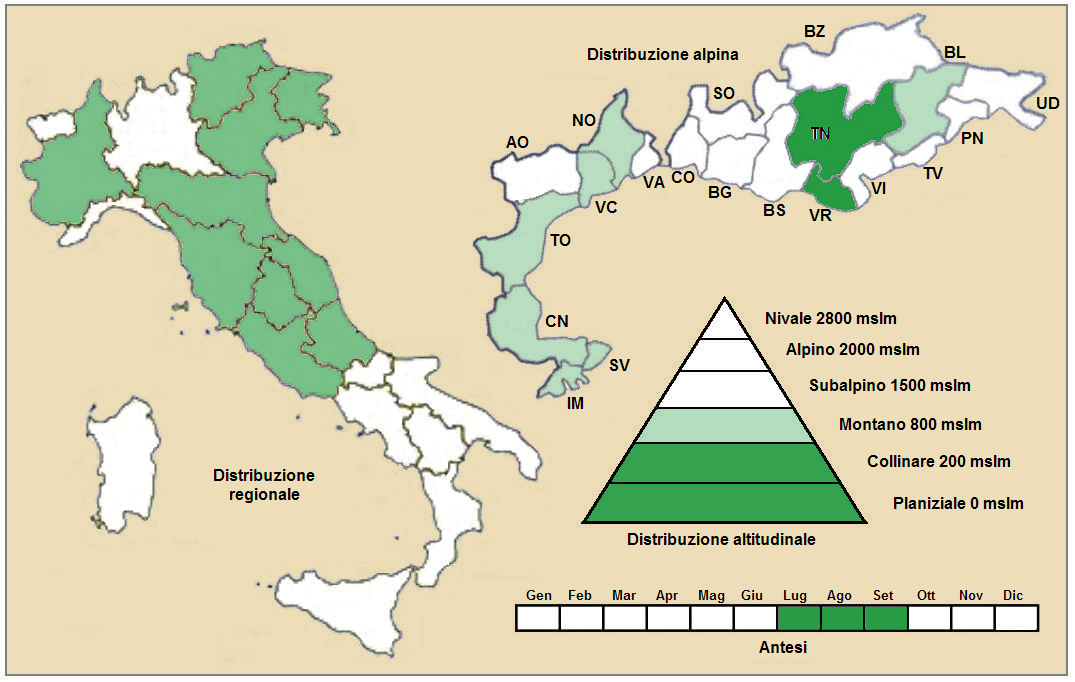
Distribuzione della pianta in Italia
(Distribuzione regionale – Distribuzione alpina)

- Geoelemento: il tipo corologico (area di origine) è Nord Americano
- Distribuzione: in Italia ha una distribuzione discontinua al nord e centro. Negli ultimi anni sembra stia espandendosi fino a Roma ed in altre regioni[3]; in tutti i casi viene considerata specie esotica naturalizzata[5]. Nelle Alpi si trova nelle province di Trento e Verona. Mentre oltreconfine, sempre nelle Alpi, è presente in Svizzera (cantoni di Vallese e Ticino). Sugli altri rilievi europei si trova nel Massiccio Centrale e nei Pirenei[6].
- Habitat: l'habitat tipico per questa specie sono le macerie e luoghi sterili e sabbiosi; ma anche ambienti ruderali, aree abbandonate e scarpate sassose. Il substrato preferito è sia calcareo che siliceo con pH neutro, alti valori nutrizionali del terreno che deve essere arido.
- Distribuzione altitudinale: sui rilievi queste piante si possono trovare fino a 300 m s.l.m.; frequentano quindi i seguenti piani vegetazionali: collinare, oltre a quello planiziale (a livello del mare).

### Fitosociologia
Dal punto di vista fitosociologico la specie di questa voce appartiene alla seguente comunità vegetale:
Formazione: delle comunità perenni nitrofile
Classe: Artemisietea vulgaris
Ordine: Onopordetalia acanthii
Alleanza: Dauco-Melilotion

## Tassonomia
La famiglia di appartenenza della Ambrosia psilostachya (Asteraceae o Compositae, nomen conservandum) è la più numerosa del mondo vegetale, comprende oltre 23000 specie distribuite su 1535 generi (22750 specie e 1530 generi secondo altre fonti). Il genere di appartenenza (Ambrosia) è composto da circa una trentina di specie quasi tutte di origine americana.

Il numero cromosomico di A. psilostachya è: 2n = da 18 a 144; 2n = 72.

### Ibridi
Con la specie di questa voce sono possibili degli ibridi con Ambrosia artemisiifolia:
- Armbrosia × intergradiens W.H. Wagner 

### Sinonimi
Questa entità ha avuto nel tempo diverse nomenclature. L'elenco seguente indica alcuni tra i sinonimi più frequenti:

- Ambrosia californica Rydberg (1922)
- Ambrosia coronopifolia (Torr. & A. Gray)
- Ambrosia psilostachya Auct., non DC.
- Ambrosia psilostachya var. californica (Rydberg) SF Blake
- Ambrosia psilostachya var. coronopifolia (Torrey & A. Gray) Farwell
- Ambrosia psilostachya var. lindheimeriana (Scheele) Blankinship
- Ambrosia rugelii Rydberg 

### Specie simili
Una specie molto simile è Ambrosia artemisiifolia L.. Quest'ultima si distingue soprattutto per le foglie: sono più fittamente divise e la porzione centrale indivisa è più sottile (1 – 3 mm).